# Ice Mountain
Ice Mountain is een indoorskibaan in de Belgische stad Komen in de provincie Henegouwen.
De skihal heeft twee pistes: een oefenhelling van 85 meter lengte en een lange afdaling kan gemaakt worden op de piste van 210 meter lengte.

## Geschiedenis
In 1999 werd de skipiste geopend.
In 2009 werd de site uitgebreid met vier paintballterreinen en plek voor lasergaming.
In 2014 werd het uitgebreid met een klimpark.
In 2016 werd het verder uitgebreid met een indoor-skydivingpark met verticale windtunnel.